# Panaxia nuristanica
Panaxia nuristanica là một loài bướm đêm thuộc phân họ Arctiinae, họ Erebidae.